# Лучник из Эймсбери
Лучник из Эймсбери (также известен под условным названием Король Стоунхенджа, но фактически никак не связывается с монархией) — условное название археологической находки, сделанной в мае 2002 года: захоронения в пяти километрах от колец Стоунхенджа, около населенного пункта Эймсбери, некоего богатого человека, умершего в возрасте 35—45 лет и жившего примерно 4300 лет назад, то есть во времена предполагаемого строительства комплекса.

## Социальное положение умершего
Вместе с останками в могиле захоронены золотые украшения, ножи из меди (которые в то время были гораздо дороже золота), два лука и многочисленные кремнёвые наконечники для стрел, браслеты, керамика местного происхождения — в общей сложности около сотни предметов, что более чем в десять раз превышает обычное количество находок в захоронениях этого периода. Тело закутано то ли в плащ, то ли в мантию из шкур.
Всё это говорит об особой знатности захороненной персоны. Археологи связывают это захоронение со Стоунхенджем, предполагая, что умерший был либо руководителем строительства, либо главным жрецом этого возможного храма.

## Происхождение захороненного
Анализ изотопов свинца в зубной эмали умершего показал, что в Британии он пришелец, а родился и вырос в Альпах (скорее всего, на территории современной Швейцарии) и несколько раз проделывал путь из Альп в Британию.
Недалеко от могилы «короля Стоунхенджа» найдена вторая могила, где захоронен молодой человек 20—25 лет. Поскольку оба скелета имеют врождённую особенность строения одной из костей ног, с большой уверенностью говорят о родстве двух мужчин. При этом зубная эмаль молодого человека показывает, что он вырос в окрестностях, на юге Англии, а последние годы жизни провёл в центральной её части или даже на севере, возможно, в Шотландии. Его с некоторой долей условности предполагают сыном «короля Стоунхенджа». К находкам из первой могилы это захоронение добавляет ещё два золотых украшения.
У образца I14200 (50875_1291, Archer, 2470—2239 лет до н. э.) определили Y-хромосомную гаплогруппу R1b-P312>U152>L2 и митохондриальную гаплогруппу K1b1a.